# Commission de l'immigration et du statut de réfugié du Canada
Pour les articles homonymes, voir CISR.
La Commission de l'immigration et du statut de réfugié du Canada (CISR) est un tribunal administratif indépendant. La CISR est responsable de l'application de la Loi sur l'immigration et la protection des réfugiés et pour les décisions en matière d'immigration et des réfugiés. La CISR décide, parmi ses autres responsabilités, qui a besoin de protection réfugiée parmi les milles des candidats qui viennent au Canada chaque année. La CISR rend compte au gouvernement du Canada par l'entremise du ministre de la Citoyenneté et de l'Immigration.
Les opérations sont supervisées par le président, présentement Richard Wex.
La CISR est composée de quatre sections:
- Section de la de protection des réfugiés
- Section de l'immigration
- Section d'appel de l'immigration
- Section d'appel des réfugiés